# Зайцевы (дворянство)
За́йцевы (Зайцовы) — русские дворянские роды.
Родословцы производят Бирдюкиных-Зайцовых от легендарного касожского князя Редеди и его потомка Константина Ивановича Добрынского, бывшего боярином при Дмитрии Донском. Пётр Иванович Зайцев-Бирдюкин был думным дворянином при Иоанне IV. Этот род угас в конце XVII века.
Два других дворянских рода Зайцевых восходят к XVII веку, остальные — более позднего происхождения.

## Описание герба
В щите, имеющем голубое поле, изображён выходящий из облаков крылатый Пегас серебряный, у которого между копыт видны семь золотых звёзд. Щит увенчан дворянским шлемом и короной на нём, а также тремя страусовыми перьями. Намёт на щит голубой, подложен с правой стороны золотом, а с левой серебром.

## Известные представители
- Зайцев Пётр Васильевич — московский дворянин (1627—1629).
- Зайцев Иван Никонович — московский дворянин (1676).
- Зайцев Никифор Иванович — дьяк (1692).
- Зайцев Семён Матвеевич — московский дворянин (1695)[1].
- Зайцев, Алексей Дмитриевич (1770 — после 1831) — русский генерал, участник Итальянского похода Суворова.